# Liste des joueurs en NBA ayant joué plus de 1 000 matchs en carrière
Cette page présente la liste des joueurs en NBA ayant joué plus de 1 000 matchs en carrière en saison régulière.

## Classement
| ^ | Joueur en activité en NBA                                       |
| * | Joueur intronisé au Basketball Hall of Fame                     |
| ° | Joueur ne répondant pas aux critères du Basketball Hall of Fame |

- Mise à l'issue de la fin de la saison 2024-2025.

| Rang | Nom                  | Équipes | Saisons | Matchs joués | C |
| ---- | -------------------- | --- | ------- | ------------ | - |
| 1    | Robert Parish        | Warriors de Golden State, Celtics de Boston, Hornets de Charlotte, Bulls de Chicago | 21      | 1 611        | * |
| 2    | LeBron James         | Cavaliers de Cleveland, Heat de Miami, Cavaliers de Cleveland, Lakers de Los Angeles | 22      | 1 562        | ^ |
| 3    | Kareem Abdul-Jabbar  | Bucks de Milwaukee, Lakers de Los Angeles | 20      | 1 560        | * |
| 4    | Vince Carter         | Raptors de Toronto, Nets du New Jersey, Magic d'Orlando, Suns de Phoenix, Mavericks de Dallas, Grizzlies de Memphis, Kings de Sacramento, Hawks d'Atlanta | 22      | 1 541        | ° |
| 5    | Dirk Nowitzki        | Mavericks de Dallas | 21      | 1 522        | * |
| 6    | John Stockton        | Jazz de l'Utah | 19      | 1 504        | * |
| 7    | Karl Malone          | Jazz de l'Utah, Lakers de Los Angeles | 19      | 1 476        | * |
| 8    | Kevin Garnett        | Timberwolves du Minnesota, Celtics de Boston, Nets de Brooklyn, Timberwolves du Minnesota | 21      | 1 462        | * |
| 9    | Kevin Willis         | Hawks d'Atlanta, Heat de Miami, Warriors de Golden State, Rockets de Houston, Raptors de Toronto, Nuggets de Denver, Rockets de Houston, Spurs de San Antonio, Hawks d'Atlanta, Mavericks de Dallas | 21      | 1 424        |   |
| 10   | Jason Terry          | Hawks d'Atlanta, Mavericks de Dallas, Celtics de Boston, Nets de Brooklyn, Kings de Sacramento, Rockets de Houston, Bucks de Milwaukee | 19      | 1 410        | ° |
| 11   | Tim Duncan           | Spurs de San Antonio | 19      | 1 392        | * |
| 12   | Jason Kidd           | Mavericks de Dallas, Suns de Phoenix, Nets du New Jersey, Mavericks de Dallas, Knicks de New York | 18      | 1 391        | * |
| 13   | Reggie Miller        | Pacers de l'Indiana | 18      | 1 389        | * |
| 14   | Clifford R. Robinson | Trail Blazers de Portland, Suns de Phoenix, Pistons de Détroit, Warriors de Golden State, Nets du New Jersey | 18      | 1 380        |   |
| 15   | Chris Paul           | Hornets de La Nouvelle-Orléans, Clippers de Los Angeles, Rockets de Houston, Thunder d'Oklahoma City, Suns de Phoenix, Warriors de Golden State, Spurs de San Antonio | 20      | 1 354        | ^ |
| 16   | Kobe Bryant          | Lakers de Los Angeles | 20      | 1 346        | * |
| 17   | Paul Pierce          | Celtics de Boston, Nets de Brooklyn, Wizards de Washington, Clippers de Los Angeles | 19      | 1 343        | * |
| 18   | Gary Payton          | SuperSonics de Seattle, Bucks de Milwaukee, Lakers de Los Angeles, Celtics de Boston, Heat de Miami | 17      | 1 335        | * |
| 19   | Moses Malone         | Braves de Buffalo, Rockets de Houston, Sixers de Philadelphie, Bullets de Washington, Hawks d'Atlanta, Bucks de Milwaukee, Sixers de Philadelphie, Spurs de San Antonio | 19      | 1 329        | * |
| 20   | Jamal Crawford       | Bulls de Chicago, Knicks de New York, Warriors de Golden State, Hawks d'Atlanta, Trail Blazers de Portland, Clippers de Los Angeles, Timberwolves du Minnesota, Suns de Phoenix | 20      | 1 327        | ° |
| 21   | Buck Williams        | Nets du New Jersey, Trail Blazers de Portland, Knicks de New York | 17      | 1 307        |   |
| 22   | Andre Miller         | Cavaliers de Cleveland, Clippers de Los Angeles, Nuggets de Denver, Sixers de Philadelphie, Trail Blazers de Portland, Nuggets de Denver, Wizards de Washington, Kings de Sacramento, Timberwolves du Minnesota, Spurs de San Antonio | 17      | 1 304        | ° |
| 23   | Elvin Hayes          | Rockets de San Diego/Houston, Baltimore/Capital/Washington Bullets, Rockets de Houston | 16      | 1 303        | * |
| 24   | Ray Allen            | Bucks de Milwaukee, SuperSonics de Seattle, Celtics de Boston, Heat de Miami | 18      | 1 300        | * |
| 25   | Mark Jackson         | Knicks de New York, Clippers de Los Angeles, Pacers de l'Indiana, Nuggets de Denver, Pacers de l'Indiana, Raptors de Toronto, Knicks de New York, Jazz de l'Utah, Rockets de Houston | 17      | 1 296        |   |
| 26   | Derek Fisher         | Lakers de Los Angeles, Warriors de Golden State, Jazz de l'Utah, Lakers de Los Angeles, Thunder d'Oklahoma City, Mavericks de Dallas, Thunder d'Oklahoma City | 18      | 1 287        |   |
| 27   | Sam Perkins          | Mavericks de Dallas, Lakers de Los Angeles, SuperSonics de Seattle, Pacers de l'Indiana | 17      | 1 286        |   |
| 28   | Charles Oakley       | Bulls de Chicago, Knicks de New York, Raptors de Toronto, Bulls de Chicago, Wizards de Washington, Rockets de Houston | 19      | 1 282        |   |
| 29   | A.C. Green           | Lakers de Los Angeles, Suns de Phoenix, Mavericks de Dallas, Lakers de Los Angeles, Heat de Miami | 16      | 1 278        |   |
| 30   | Joe Johnson          | Celtics de Boston, Suns de Phoenix, Hawks d'Atlanta, Nets de Brooklyn, Heat de Miami, Jazz de l'Utah, Rockets de Houston, Celtics de Boston | 18      | 1 277        | ° |
| 31   | Terry Porter         | Trail Blazers de Portland, Timberwolves du Minnesota, Heat de Miami, Spurs de San Antonio | 17      | 1 274        |   |
| 32   | John Havlicek        | Celtics de Boston | 16      | 1 270        | * |
| 33   | Carmelo Anthony      | Nuggets de Denver, Knicks de New York, Thunder d'Oklahoma City, Rockets de Houston, Trail Blazers de Portland, Lakers de Los Angeles | 19      | 1 260        | ° |
| 34   | Otis Thorpe          | Kings de Kansas City/Sacramento, Rockets de Houston, Trail Blazers de Portland, Pistons de Détroit, Grizzlies de Vancouver, Kings de Sacramento, Wizards de Washington, Heat de Miami, Hornets de Charlotte | 17      | 1 257        |   |
| 35   | Tony Parker          | Spurs de San Antonio, Hornets de Charlotte | 18      | 1 254        | * |
| 35   | Paul Silas           | Hawks de Saint-Louis, Hawks d'Atlanta, Suns de Phoenix, Celtics de Boston, Nuggets de Denver, SuperSonics de Seattle | 16      | 1 254        |   |
| 37   | Dwight Howard        | Magic d'Orlando, Lakers de Los Angeles, Rockets de Houston, Hawks d'Atlanta, Hornets de Charlotte, Wizards de Washington, Lakers de Los Angeles, 76ers de Philadelphie, Lakers de Los Angeles | 18      | 1 242        | ° |
| 38   | Hakeem Olajuwon      | Rockets de Houston, Raptors de Toronto | 18      | 1 238        | * |
| 39   | Russell Westbrook    | Thunder d'Oklahoma City, Rockets de Houston, Wizards de Washington, Lakers de Los Angeles, Clippers de Los Angeles, Nuggets de Denver | 17      | 1 237        | ^ |
| 40   | Kyle Korver          | Sixers de Philadelphie, Jazz de l'Utah, Bulls de Chicago, Hawks d'Atlanta, Cavaliers de Cleveland, Jazz de l'Utah, Bucks de Milwaukee | 17      | 1 232        | ° |
| 41   | Andre Iguodala       | 76ers de Philadelphie, Nuggets de Denver, Warriors de Golden State, Heat de Miami, Warriors de Golden State | 19      | 1 231        | ° |
| 42   | Pau Gasol            | Grizzlies de Memphis, Lakers de Los Angeles, Bulls de Chicago, Spurs de San Antonio, Bucks de Milwaukee | 19      | 1 226        | * |
| 43   | Steve Nash           | Suns de Phoenix, Mavericks de Dallas, Suns de Phoenix, Lakers de Los Angeles | 18      | 1 217        | * |
| 43   | Jeff Green           | SuperSonics de Seattle/Thunder d'Oklahoma City, Celtics de Boston, Grizzlies de Memphis, Clippers de Los Angeles, Magic d'Orlando, Cavaliers de Cleveland, Wizards de Washington, Jazz de l'Utah, Rockets de Houston, Nets de Brooklyn, Nuggets de Denver, Rockets de Houston                                                                   | 18      | 1 217        | ^ |
| 45   | Dale Ellis           | Mavericks de Dallas, SuperSonics de Seattle, Bucks de Milwaukee, Spurs de San Antonio, Nuggets de Denver, SuperSonics de Seattle, Hornets de Charlotte, Heat de Miami | 17      | 1 209        |   |
| 46   | Juwan Howard         | Bullets de Washington, Wizards de Washington, Mavericks de Dallas, Nuggets de Denver, Magic d'Orlando, Rockets de Houston, Mavericks de Dallas, Nuggets de Denver, Bobcats de Charlotte, Trail Blazers de Portland, Heat de Miami | 19      | 1 208        |   |
| 47   | Shaquille O'Neal     | Magic d'Orlando, Lakers de Los Angeles, Heat de Miami, Suns de Phoenix, Cavaliers de Cleveland, Celtics de Boston | 19      | 1 207        | * |
| 48   | Derek Harper         | Mavericks de Dallas, Knicks de New York, Mavericks de Dallas, Magic d'Orlando, Lakers de Los Angeles | 16      | 1 199        |   |
| 48   | Eddie Johnson        | Kings de Kansas City/Sacramento, Suns de Phoenix, SuperSonics de Seattle, Hornets de Charlotte, Pacers de l'Indiana, Rockets de Houston | 17      | 1 199        |   |
| 50   | Dikembe Mutombo      | Nuggets de Denver, Hawks d'Atlanta, Sixers de Philadelphie, Nets du New Jersey, Knicks de New York, Rockets de Houston | 18      | 1 196        | * |
| 51   | Alex English         | Bucks de Milwaukee, Pacers de l'Indiana, Nuggets de Denver, Mavericks de Dallas | 15      | 1 193        | * |
| 52   | DeMar DeRozan        | Raptors de Toronto, Spurs de San Antonio, Bulls de Chicago, Kings de Sacramento | 16      | 1 187        | ^ |
| 53   | Terry Cummings       | Clippers de San Diego, Bucks de Milwaukee, Spurs de San Antonio, Bucks de Milwaukee, Sixers de Philadelphie, Knicks de New York, Warriors de Golden State | 18      | 1 183        |   |
| 53   | Patrick Ewing        | Knicks de New York, SuperSonics de Seattle, Magic d'Orlando | 17      | 1 183        | * |
| 55   | Richard Jefferson    | Nets du New Jersey, Spurs de San Antonio, Warriors de Golden State, Jazz de l'Utah, Mavericks de Dallas, Cavaliers de Cleveland, Nuggets de Denver | 17      | 1 181        |   |
| 56   | Scottie Pippen       | Bulls de Chicago, Rockets de Houston, Trail Blazers de Portland, Bulls de Chicago | 18      | 1 178        | * |
| 57   | Kyle Lowry           | Grizzlies de Memphis, Rockets de Houston, Raptors de Toronto, Heat de Miami, 76ers de Philadelphie | 19      | 1 173        | ^ |
| 58   | Thaddeus Young       | 76ers de Philadelphie, Timberwolves du Minnesota, Nets de Brooklyn, Pacers de l'Indiana, Bulls de Chicago, Spurs de San Antonio, Raptors de Toronto | 17      | 1 172        | ° |
| 58   | Mike Conley Jr       | Grizzlies de Memphis, Jazz de l'Utah, Timberwolves du Minnesota | 18      | 1 172        | ^ |
| 60   | James Edwards        | Lakers de Los Angeles, Pacers de l'Indiana, Cavaliers de Cleveland, Suns de Phoenix, Pistons de Détroit, Clippers de Los Angeles, Lakers de Los Angeles, Trail Blazers de Portland, Bulls de Chicago | 19      | 1 168        |   |
| 61   | Horace Grant         | Bulls de Chicago, Magic d'Orlando, SuperSonics de Seattle, Lakers de Los Angeles, Magic d'Orlando, Lakers de Los Angeles | 17      | 1 165        |   |
| 62   | Shawn Marion         | Suns de Phoenix, Heat de Miami, Raptors de Toronto, Mavericks de Dallas, Cavaliers de Cleveland | 16      | 1 163        | ° |
| 63   | Tyson Chandler       | Bulls de Chicago, Hornets de La Nouvelle-Orléans, Bobcats de Charlotte, Mavericks de Dallas, Knicks de New York, Mavericks de Dallas, Suns de Phoenix, Lakers de Los Angeles, Rockets de Houston | 19      | 1 160        | ° |
| 64   | Johnny Newman        | Cavaliers de Cleveland, Knicks de New York, Hornets de Charlotte, Nets du New Jersey, Bucks de Milwaukee, Nuggets de Denver, Cavaliers de Cleveland, Nets du New Jersey, Mavericks de Dallas | 16      | 1 159        |   |
| 65   | Wayne "Tree" Rollins | Hawks d'Atlanta, Cavaliers de Cleveland, Pistons de Détroit, Rockets de Houston, Magic d'Orlando | 18      | 1 156        |   |
| 66   | Jerome Kersey        | Trail Blazers de Portland, Warriors de Golden State, Lakers de Los Angeles, SuperSonics de Seattle, Spurs de San Antonio, Bucks de Milwaukee | 17      | 1 153        |   |
| 67   | James Harden         | Thunder d'Oklahoma City, Rockets de Houston, Nets de Brooklyn, 76ers de Philadelphie, Clippers de Los Angeles | 16      | 1 151        | ^ |
| 68   | Michael Cage         | Clippers de Los Angeles, SuperSonics de Seattle, Cavaliers de Cleveland, Sixers de Philadelphie, Nets du New Jersey | 16      | 1 140        |   |
| 69   | Danny Schayes        | Jazz de l'Utah, Nuggets de Denver, Bucks de Milwaukee, Lakers de Los Angeles, Suns de Phoenix, Heat de Miami, Magic d'Orlando | 18      | 1 138        |   |
| 69   | Al Horford           | Thunder d'Oklahoma City, Celtics de Boston, Hawks d'Atlanta, 76ers de Philadelphie, Celtics de Boston | 18      | 1 138        | ^ |
| 71   | Detlef Schrempf      | Mavericks de Dallas, Pacers de l'Indiana, SuperSonics de Seattle, Trail Blazers de Portland | 16      | 1 136        |   |
| 72   | Vlade Divac          | Lakers de Los Angeles, Hornets de Charlotte, Kings de Sacramento, Lakers de Los Angeles | 16      | 1 134        | * |
| 73   | Nicolas Batum        | Trail Blazers de Portland, Hornets de Charlotte, Clippers de Los Angeles, 76ers de Philadelphie, Clippers de Los Angeles | 17      | 1 131        | ^ |
| 74   | Lou Williams         | 76ers de Philadelphie, Hawks d'Atlanta, Raptors de Toronto, Lakers de Los Angeles, Rockets de Houston, Clippers de Los Angeles, Hawks d'Atlanta | 17      | 1 123        | ° |
| 74   | Kevin Durant         | SuperSonics de Seattle/Thunder d'Oklahoma City, Warriors de Golden State, Nets de Brooklyn, Suns de Phoenix | 18      | 1 123        | ^ |
| 76   | Hal Greer            | Nationals de Syracuse/Sixers de Philadelphie | 15      | 1 122        | * |
| 77   | Rudy Gay             | Grizzlies de Memphis, Raptors de Toronto, Kings de Sacramento, Spurs de San Antonio, Jazz de l'Utah | 17      | 1 120        | ° |
| 78   | Trevor Ariza         | Knicks de New York, Magic d'Orlando, Lakers de Los Angeles, Rockets de Houston, Hornets de La Nouvelle-Orléans, Wizards de Washington, Suns de Phoenix, Kings de Sacramento, Trail Blazers de Portland, Heat de Miami, Lakers de Los Angeles | 18      | 1 118        | ° |
| 79   | Rick Mahorn          | Bullets de Washington, Pistons de Détroit, Sixers de Philadelphie, Nets du New Jersey, Pistons de Détroit, Sixers de Philadelphie | 18      | 1 117        |   |
| 80   | Zach Randolph        | Trail Blazers de Portland, Knicks de New York, Clippers de Los Angeles, Grizzlies de Memphis, Kings de Sacramento | 17      | 1 116        | ° |
| 81   | DeAndre Jordan       | Clippers de Los Angeles, Mavericks de Dallas, Knicks de New-York, Nets de Brooklyn, 76ers de Philadelphie, Nuggets de Denver | 16      | 1 111        | ^ |
| 82   | Kurt Thomas          | Heat de Miami, Mavericks de Dallas, Knicks de New York, Suns de Phoenix, SuperSonics de Seattle, Spurs de San Antonio, Bucks de Milwaukee, Bulls de Chicago, Trail Blazers de Portland, Knicks de New York | 18      | 1 110        |   |
| 83   | Rasheed Wallace      | Bullets de Washington, Trail Blazers de Portland, Hawks d'Atlanta, Pistons de Détroit, Celtics de Boston, Knicks de New York | 16      | 1 109        |   |
| 84   | Tom Chambers         | Clippers de San Diego, SuperSonics de Seattle, Suns de Phoenix, Jazz de l'Utah, Hornets de Charlotte, Sixers de Philadelphie | 17      | 1 107        |   |
| 84   | Robert Horry         | Rockets de Houston, Lakers de Los Angeles, Spurs de San Antonio | 16      | 1 107        |   |
| 84   | Jack Sikma           | SuperSonics de Seattle, Bucks de Milwaukee | 14      | 1 107        | * |
| 87   | Brook Lopez          | Nets de Brooklyn, Lakers de Los Angeles, Bucks de Milwaukee | 17      | 1 105        | ^ |
| 88   | Michael Finley       | Suns de Phoenix, Mavericks de Dallas, Spurs de San Antonio, Celtics de Boston | 15      | 1 103        |   |
| 89   | Herb Williams        | Pacers de l'Indiana, Mavericks de Dallas, Knicks de New York, Raptors de Toronto, Knicks de New York | 18      | 1 102        |   |
| 90   | Maurice Cheeks       | Sixers de Philadelphie, Spurs de San Antonio, Knicks de New York, Hawks d'Atlanta, Nets du New Jersey | 15      | 1 101        | * |
| 91   | Dennis Johnson       | SuperSonics de Seattle, Suns de Phoenix, Celtics de Boston | 14      | 1 100        | * |
| 92   | Zaza Pachulia        | Magic d'Orlando, Bucks de Milwaukee, Hawks d'Atlanta, Bucks de Milwaukee, Mavericks de Dallas, Warriors de Golden State, Pistons de Détroit | 16      | 1 098        | ° |
| 93   | Dale Davis           | Pacers de l'Indiana, Trail Blazers de Portland, Warriors de Golden State, Pacers de l'Indiana, Pistons de Détroit | 16      | 1 094        |   |
| 93   | Rod Strickland       | Knicks de New York, Spurs de San Antonio, Trail Blazers de Portland, Bullets/Wizards de Washington, Trail Blazers de Portland, Heat de Miami, Timberwolves du Minnesota, Magic d'Orlando, Rockets de Houston | 17      | 1 094        |   |
| 95   | Mark West            | Mavericks de Dallas, Bucks de Milwaukee, Cavaliers de Cleveland, Suns de Phoenix, Pistons de Détroit, Cavaliers de Cleveland, Pacers de l'Indiana, Hawks d'Atlanta, Suns de Phoenix | 17      | 1 090        |   |
| 96   | P. J. Brown          | Nets du New Jersey, Heat de Miami, Hornets de Charlotte/La Nouvelle-Orléans(/Oklahoma City), Bulls de Chicago, Celtics de Boston | 15      | 1 089        |   |
| 97   | Ben Wallace          | Bullets/Wizards de Washington, Magic d'Orlando, Pistons de Détroit, Bulls de Chicago, Cavaliers de Cleveland, Pistons de Détroit | 16      | 1 088        |   |
| 98   | Clyde Drexler        | Trail Blazers de Portland, Rockets de Houston | 15      | 1 086        | * |
| 99   | Paul Millsap         | Jazz de l'Utah, Hawks d'Atlanta, Nuggets de Denver, Nets de Brooklyn, 76ers de Philadelphie | 16      | 1 085        | ° |
| 100  | Antawn Jamison       | Warriors de Golden State, Mavericks de Dallas, Wizards de Washington, Cavaliers de Cleveland, Lakers de Los Angeles, Clippers de Los Angeles | 16      | 1 083        |   |
| 100  | Dell Curry           | Jazz de l'Utah, Cavaliers de Cleveland, Hornets de Charlotte, Bucks de Milwaukee, Raptors de Toronto | 16      | 1 083        |   |
| 102  | Jeff Hornacek        | Suns de Phoenix, Sixers de Philadelphie, Jazz de l'Utah | 14      | 1 077        |   |
| 102  | Lenny Wilkens        | Hawks de Saint-Louis, SuperSonics de Seattle, Cavaliers de Cleveland, Trail Blazers de Portland | 15      | 1 077        | * |
| 104  | LaMarcus Aldridge    | Trail Blazers de Portland, Spurs de San Antonio, Nets de Brooklyn | 16      | 1 076        | ° |
| 105  | Dominique Wilkins    | Hawks d'Atlanta, Clippers de Los Angeles, Celtics de Boston, Spurs de San Antonio, Magic d'Orlando | 17      | 1 074        | * |
| 106  | Charles Barkley      | Sixers de Philadelphie, Suns de Phoenix, Rockets de Houston | 16      | 1 073        | * |
| 106  | Byron Scott          | Lakers de Los Angeles, Pacers de l'Indiana, Grizzlies de Vancouver, Lakers de Los Angeles | 14      | 1 073        |   |
| 108  | Michael Jordan       | Bulls de Chicago, Wizards de Washington | 15      | 1 072        | * |
| 108  | Marvin Williams      | Hawks d'Atlanta, Jazz de l'Utah, Hornets de Charlotte, Bucks de Milwaukee | 15      | 1 072        |   |
| 110  | Caldwell Jones       | Sixers de Philadelphie, Rockets de Houston, Bulls de Chicago, Trail Blazers de Portland, Spurs de San Antonio | 14      | 1 068        |   |
| 110  | Bill Laimbeer        | Cavaliers de Cleveland, Pistons de Détroit | 14      | 1 068        |   |
| 112  | Tyrone Corbin        | Spurs de San Antonio, Cavaliers de Cleveland, Suns de Phoenix, Timberwolves du Minnesota, Jazz de l'Utah, Hawks d'Atlanta, Kings de Sacramento, Heat de Miami, Hawks d'Atlanta, Kings de Sacramento, Raptors de Toronto | 16      | 1 065        |   |
| 113  | Boris Diaw           | Hawks d'Atlanta, Suns de Phoenix, Bobcats de Charlotte, Spurs de San Antonio, Jazz de l'Utah | 14      | 1 064        | ° |
| 114  | Elton Brand          | Bulls de Chicago, Clippers de Los Angeles, Sixers de Philadelphie, Mavericks de Dallas, Hawks d'Atlanta, Sixers de Philadelphie | 17      | 1 058        | ° |
| 114  | Olden Polynice       | SuperSonics de Seattle, Clippers de Los Angeles, Pistons de Détroit, Kings de Sacramento, SuperSonics de Seattle, Jazz de l'Utah, Clippers de Los Angeles | 15      | 1 058        |   |
| 116  | Manu Ginóbili        | Spurs de San Antonio | 16      | 1 057        | ° |
| 116  | Johnny Green         | Knicks de New York, Bullets de Baltimore, Rockets de San Diego, Sixers de Philadelphie, Kings de Cincinnati Royals/Kansas City-Omaha | 14      | 1 057        |   |
| 118  | Avery Johnson        | SuperSonics de Seattle, Nuggets de Denver, Spurs de San Antonio, Rockets de Houston, Spurs de San Antonio, Warriors de Golden State, Spurs de San Antonio, Nuggets de Denver, Mavericks de Dallas, Warriors de Golden State | 16      | 1 054        |   |
| 118  | Dwyane Wade          | Heat de Miami, Bulls de Chicago, Cavaliers de Cleveland, Heat de Miami | 16      | 1 054        | ° |
| 120  | Don Nelson           | Zephyrs de Chicago, Lakers de Los Angeles, Celtics de Boston | 14      | 1 053        |   |
| 121  | Shawn Kemp           | SuperSonics de Seattle, Cavaliers de Cleveland, Trail Blazers de Portland, Magic d'Orlando | 14      | 1 051        |   |
| 122  | Rashard Lewis        | SuperSonics de Seattle, Magic d'Orlando, Wizards de Washington, Heat de Miami | 16      | 1 049        |   |
| 123  | LeRoy Ellis          | Lakers de Los Angeles, Bullets de Baltimore, Trail Blazers de Portland, Lakers de Los Angeles, Sixers de Philadelphie | 14      | 1 048        |   |
| 124  | Wilt Chamberlain     | Warriors de Philadelphie/San Francisco, Sixers de Philadelphie, Lakers de Los Angeles | 14      | 1 045        | * |
| 125  | Elden Campbell       | Lakers de Los Angeles, Hornets de Charlotte/La Nouvelle-Orléans, SuperSonics de Seattle, Pistons de Détroit, Nets du New Jersey, Pistons de Détroit | 16      | 1 044        |   |
| 126  | Walt Bellamy         | Packers/Zephyrs de Chicago//Bullets de Baltimore, Knicks de New York, Pistons de Détroit, Hawks d'Atlanta, Jazz de La Nouvelle-Orléans | 14      | 1 043        | * |
| 126  | Chauncey Billups     | Celtics de Boston, Raptors de Toronto, Nuggets de Denver, Timberwolves du Minnesota, Pistons de Détroit, Nuggets de Denver, Knicks de New York, Clippers de Los Angeles, Pistons de Détroit | 17      | 1 043        |   |
| 128  | Danny Ainge          | Celtics de Boston, Kings de Sacramento, Trail Blazers de Portland, Suns de Phoenix | 14      | 1 042        |   |
| 129  | Oscar Robertson      | Royals de Cincinnati, Bucks de Milwaukee | 14      | 1 040        | * |
| 130  | Jrue Holiday         | 76ers de Philadelphie, Pelicans de La Nouvelle-Orléans, Bucks de Milwaukee, Celtics de Boston | 16      | 1 037        | ^ |
| 131  | David West           | Pelicans de La Nouvelle-Orléans, Pacers de l'Indiana, Spurs de San Antonio, Warriors de Golden State | 15      | 1 034        | ° |
| 132  | Walter Davis         | Suns de Phoenix, Nuggets de Denver, Trail Blazers de Portland, Nuggets de Denver | 16      | 1 033        |   |
| 133  | Mike Miller          | Magic d'Orlando, Grizzlies de Memphis, Timberwolves du Minnesota, Wizards de Washington, Heat de Miami, Grizzlies de Memphis, Cavaliers de Cleveland, Nuggets de Denver | 17      | 1 032        |   |
| 133  | Chet Walker          | Nationals de Syracuse/Sixers de Philadelphie, Bulls de Chicago | 14      | 1 032        | * |
| 135  | Gail Goodrich        | Lakers de Los Angeles, Suns de Phoenix, Lakers de Los Angeles, Jazz de La Nouvelle-Orléans | 14      | 1 031        | * |
| 136  | Joe Smith            | Warriors de Golden State, Sixers de Philadelphie, Timberwolves du Minnesota, Pistons de Détroit, Timberwolves du Minnesota, Bucks de Milwaukee, Nuggets de Denver, 76ers de Philadelphie, Bulls de Chicago, Cavaliers de Cleveland, Thunder d'Oklahoma City, Cavaliers de Cleveland, Hawks d'Atlanta, Nets du New Jersey, Lakers de Los Angeles | 16      | 1 030        |   |
| 137  | Grant Hill           | Pistons de Détroit, Magic d'Orlando, Suns de Phoenix, Clippers de Los Angeles | 18      | 1 026        | * |
| 137  | Reggie Theus         | Bulls de Chicago, Kings de Kansas City/Sacramento, Hawks d'Atlanta, Magic d'Orlando, Nets du New Jersey | 13      | 1 026        |   |
| 137  | Stephen Curry        | Warriors de Golden State | 16      | 1 026        | ^ |
| 140  | Joe Dumars           | Pistons de Détroit | 14      | 1 018        | * |
| 141  | Tayshaun Prince      | Pistons de Détroit, Grizzlies de Memphis, Celtics de Boston, Pistons de Détroit, Timberwolves du Minnesota | 14      | 1 017        | ° |
| 142  | Antonio McDyess      | Nuggets de Denver, Suns de Phoenix, Nuggets de Denver, Knicks de New York, Suns de Phoenix, Pistons de Détroit, Spurs de San Antonio | 15      | 1 015        |   |
| 143  | Jermaine O'Neal      | Trail Blazers de Portland, Pacers de l'Indiana, Raptors de Toronto, Heat de Miami, Celtics de Boston, Suns de Phoenix, Warriors de Golden State | 18      | 1 010        |   |
| 144  | Ron Harper           | Cavaliers de Cleveland, Clippers de Los Angeles, Bulls de Chicago, Lakers de Los Angeles | 15      | 1 009        |   |
| 145  | Nazr Mohammed        | Sixers de Philadelphie, Hawks d'Atlanta, Knicks de New York, Spurs de San Antonio, Pistons de Détroit, Bobcats de Charlotte, Thunder d'Oklahoma City, Bulls de Chicago, Thunder d'Oklahoma City | 18      | 1 005        | ° |
| 146  | Grant Long           | Heat de Miami, Hawks d'Atlanta, Pistons de Détroit, Hawks d'Atlanta, Grizzlies de Vancouver/Memphis, Celtics de Boston | 15      | 1 003        |   |
| 147  | Sam Lacey            | Royals de Cincinnati/Kings de Kansas City(-Omaha), Nets du New Jersey, Cavaliers de Cleveland | 14      | 1 002        |   |
| 147  | Calvin Murphy        | Rockets de San Diego/Houston | 14      | 1 002        | * |
| 147  | Taj Gibson           | Bulls de Chicago, Thunder d'Oklahoma City, Timberwolves du Minnesota, Knicks de New York, Wizards de Washington, Knicks de New York, Pistons de Détroit, Hornets de Charlotte | 16      | 1 002        | ^ |
| 150  | Stacey Augmon        | Hawks d'Atlanta, Pistons de Détroit, Trail Blazers de Portland, Hornets de Charlotte/Hornets de La Nouvelle-Orléans, Magic d'Orlando | 15      | 1 001        |   |
| 150  | Mike Bibby           | Grizzlies de Vancouver, Kings de Sacramento, Hawks d'Atlanta, Wizards de Washington, Heat de Miami, Knicks de New York | 14      | 1 001        |   |
| 152  | Glen Rice            | Heat de Miami, Hornets de Charlotte, Lakers de Los Angeles, Knicks de New York, Rockets de Houston, Clippers de Los Angeles | 15      | 1 000        |   |